# Zeitschrift für Naturforschung B
Zeitschrift für Naturforschung B (англ.: A Journal of Chemical Sciences, скорочено Z. Naturforsch. B ) — рецензований науковий журнал, який видається з 1946 року та охоплює сферу хімії, включаючи неорганічну хімію, хімію твердого тіла, комплексну хімію, аналітичну хімію та органічну хімію німецькою та англійською мовами.
Zeitschrift für Naturforschung B мав імпакт-фактор 0,839 у 2019 році.  У 2014 році він посів 35 місце серед 44 журналів у категорії «Неорганічна та ядерна хімія». 

## Історія
Журнал засновано 1946 року в Інституті Товариства Макса Планка Гансом Фрідріхом-Фрексом  та Альфредом Клеммом разом з Людвігом Вальдманом  як журнал для природничих досліджень у галузі хімії, фізики та біології. Спочатку журнал видавався Dieterich'sche Verlagsbuchhandlung. Через рік журнал був розділений на дві частини: одна для фізики, Zeitschrift für Naturforschung A, і інша для хімії та біології, Zeitschrift für Naturforschung B. У 1948 році в Тюбінгені було засновано незалежне видавництво Verlag der Zeitung für Naturforschung. З 1973 року біологія виокремлюється в розділ Zeitschrift für Naturforschung С. Усі три частини мають однакові номери випусків, оскільки всі вони, як зазначається, вийшли з 1946 року. Як один із небагатьох винятків серед наукових журналів, Zeitschrift für Naturforschung робить усі статті, опубліковані до 2011 року, доступними безкоштовно у своєму онлайн-архіві.
Журнали Zeitschrift für Naturforschung видаються De Gruyter-Verlag з 2015 року. 
Протягом багатьох років частина B мала різні назви:
- Zeitschrift für Naturforschung. B, Anorganische, Organische und Biologische Chemie, Botanik, Zoologie und verwandte Gebiete. (1947–1961)
- Zeitschrift für Naturforschung. B, Chemie, Biochemie, Biophysik, Biologie und verwandte Gebiete. (ISSN 0044-3174, 1962–1971)
- Zeitschrift für Naturforschung. Teil B, Anorganische Chemie, Organische Chemie, Biochemie, Biophysik, Biologie. (1972)
- Zeitschrift für Naturforschung. Teil B, Anorganische Chemie, Organische Chemie (ISSN 0340-5087, 1973–1987)
- Zeitschrift für Naturforschung. B, A Journal of Chemical Sciences. (ISSN 0932-0776, 1987–heute)